# Феоктистов, Лев Петрович
Лев Петро́вич Феокти́стов (14 февраля 1928, Москва, РСФСР, СССР — 14 февраля 2002, Москва, Россия) — советский и российский физик-ядерщик, один из разработчиков ядерного и термоядерного оружия в СССР.
Герой Социалистического Труда (1966), академик РАН (2000). Лауреат Ленинской премии и Государственной премии СССР.

## Биография
Родился 14 февраля 1928 года в Москве.
В 1945 поступил и в 1951 окончил физический факультет МГУ.
Работал в 1951—1955 во Всероссийском научно-исследовательском институте экспериментальной физики (Арзамас-16), затем с 1955 по 1978 — во Всероссийском научно-исследовательском институте технической физики (Челябинск-70). Занимался теоретическими и практическими проблемами разработки ядерного и термоядерного оружия.
С 1978 — сотрудник Института атомной энергии им. И. В. Курчатова. Работал над созданием нового типа химического лазера высокой мощности (на основе эффекта самоинициирования). Открыл стационарную нейтронно-делительную волну, названную позже волной Феоктистова.
С 1988 — заведующий отделом лазерного термоядерного синтеза Отделения квантовой радиофизики Физического института им. П. Н. Лебедева. Исследовал различные варианты и безопасность ядерных и термоядерных реакторов.
С 1977 активно выступал за сокращение ядерного оружия вплоть до полной его ликвидации. Был членом правления Российского комитета Пагуошского движения учёных.
Был председателем экспертного совета ВАК СССР, заместителем председателя правления общества «Знание», членом редколлегии журнала «Квантовая электроника», заведующим кафедрой Московского инженерно-физического института.
Умер 14 февраля 2002 в Москве. Похоронен на Троекуровском кладбище.

## Награды и почётные звания
Герой Социалистического Труда (1966), лауреат Ленинской (1958) и Государственной (1978) премий. Награждён двумя орденами Ленина, двумя орденами Трудового Красного Знамени, орденом Октябрьской Революции и орденом «За заслуги перед Отечеством» IV степени (1998). Член-корреспондент АН СССР (1966), действительный член РАН (2000), член ряда иностранных академий. Почётный гражданин города Снежинск (бывший Челябинск-70).

## Память
В Снежинске есть улица Льва Феоктистова. На доме, в котором он жил, установлена мемориальная доска.

## Семья
Феоктистов Александр Львович — сын
Феоктистова (Цветкова) Ирина Львовна — дочь

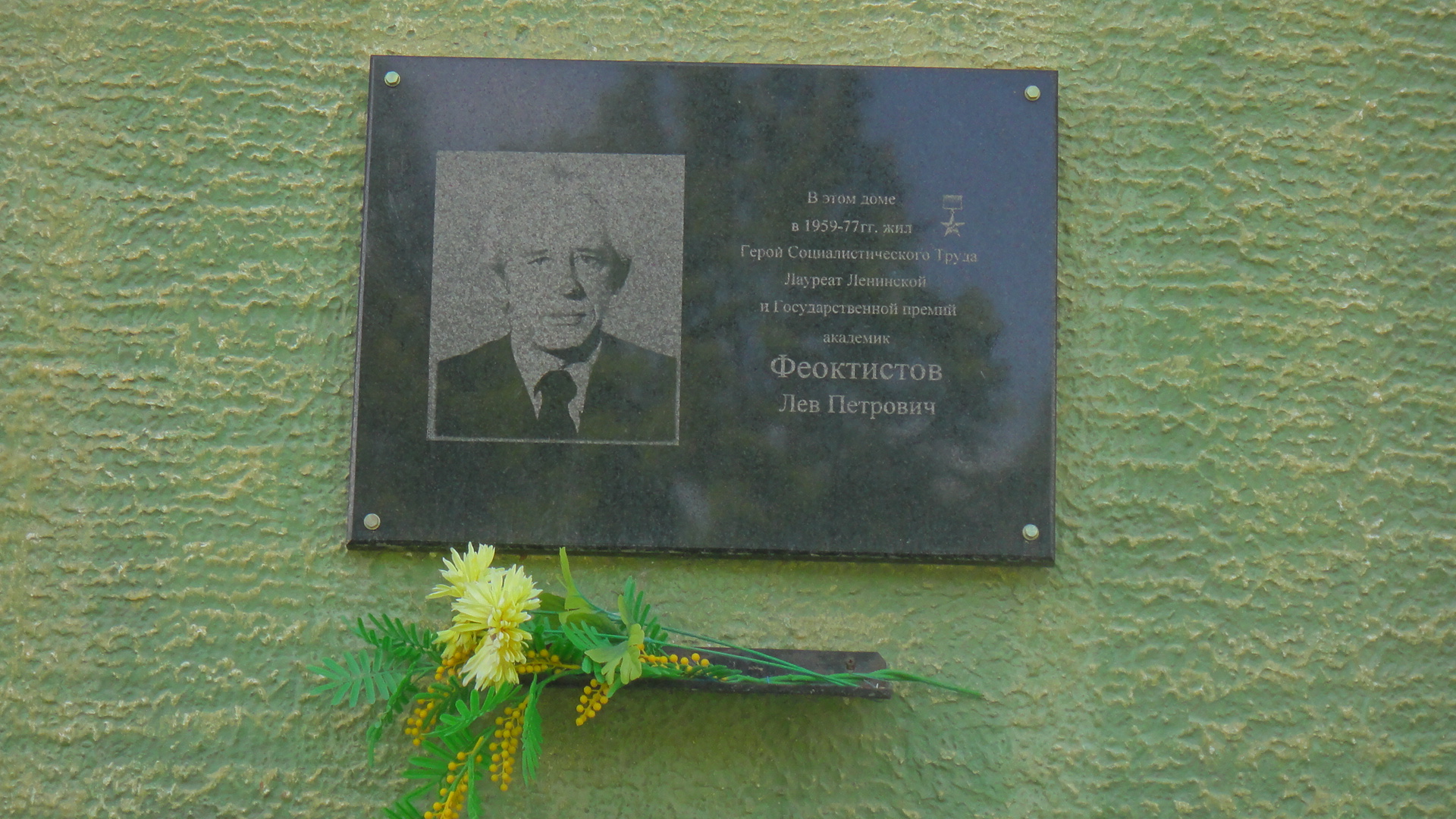
доска Л. П. Феоктистову в Снежинске

### Выдержки из книг
- Л. П. Феоктистов. «Оружие, которое себя исчерпало»
- «Лев и атом». Учёный, гражданин, мыслитель. Часть первая (главы из книги)